# Opsada Zadra 1813.
 Ovo je glavno značenje pojma Opsada Zadra 1813.. Za druga značenja pogledajte Opsada Zadra.
Opsada Zadra, poznata i kao Blokada Zadra, bila je vojni događaj koji se odvijao između 22. studenoga i 5. prosinca 1813. tijekom Jadranske kampanje Napoleonskih ratova. Tijekom opsade, austrijsko-britanske snage pod zapovjedništvom Georgea Cadogana na brodu HMS Havannah blokirale su i bombardirale Zadar, koji je tada bio u rukama Francuskog Carstva. U roku od 2 tjedna, francuska posada predala se napadačima.
Opsada Zadra bila je najpoznatija kampanja hrvatskog vojskovođe Franje Tomašića protiv Francuza 1813., prigodom pohoda na Dalmaciju. Trajala je od 1. rujna do 6. prosinca 1813. godine.
Odjel francusko-talijanske vojske, što ga je francuski general Roize poslao protiv Tomašića, morao se povući nakon okršaja kod Dračevca, a sljedećeg dana zaposjeo je Tomašić selo Arbanase kraj Zadra. Od 4. do 19. studenoga, uz male prekide, gruhali su engleski topovi s kopna na Zadar, no sa slabim uspjehom zbog vrlo lošeg vremena. Ipak, 19. studenog započelo je pravo bombardiranje grada.
Veći dio zadarske posade činili su lički Hrvati. Čim su čuli da su grad opkolila njihova subraća Hrvati, počeli su planirati kako da se izvuku iz neugodnog položaja. To je general Roize opazio, pa je istjerao iz tvrđave ličke satnike: Mesića, Grgurića, Devčića i Alsterna. Ni to nije pomoglo. Kad su 2. prosinca njihove tri satnije pošle na vanjske utvrde, kaplar Jerko Pavičić dao je svojim ljudima znak za pobunu. Te tri satnije uzeše oružje i onesposobiše obližnje topove. Drugih osam topova bacili su u grabu, te pojurili prema vratima. Čim je Roize to opazio, dao je ispaliti nekoliko karteča i obasuti ih jakom paljbom iz pušaka. Jedan top je namješten da ih kod vrata smrvi, no tad je skočio tesar Franjo Sebail, koji je baš sjekao zapor na vratima, te je slomio sjekirom kolo topa, a njegovi su drugovi sretno umakli iz tvrđave. Sebail je ostao smrtno pogođen. Tom prilikom stradalo je 50 Ličana.
Doznavši to, i ostali su se Ličani u tvrđavi pobunili, ali kad ih je 30 pogođeno, povukli su se u vojarnu, gdje su se hrabro borili do drugoga dana (3. prosinca). Kako su istodobno austrijske čete izvana žestoko jurišale, a Roize nije mogao prisiliti one u vojarni na predaju, otpustio ih je sve iz tvrđave s oružjem, prtljagom i jednom blagajnom. Iste je noći odstranio još jedan dio Hrvata, koji su po tvrđavi stražarili, a gradska vrata dao je dobro zagraditi. Uvidjevši da mu je uzaludan svaki otpor, ugovorio je 6. prosinca predaju s generalom Tomašićem, koji je slavodobitno ušao u Zadar.

## Posljedice
Za zasluge pri zauzimanju Zadra vojskovođu Tomašića pohvalio je sam car pismom što ga je vlastoručno napisao u Freiburgu 26. prosinca 1813. godine. Tomašić je još nagrađen Komanderskim križem Reda Marije Terezije i 8. kolovoza promaknut u čin podmaršala. Kao kruna svega, car je Tomašiću povjerio upravu u osvojenim zemljama, što je on obavljao 18 godina, pomirljivo i razborito, sve do svoje smrti.